# Chiesa di Santa Chiara (Pisa)
La chiesa di Santa Chiara a Pisa si trova in via Roma, a pochi passi dalla piazza del Duomo.

## Storia e descrizione

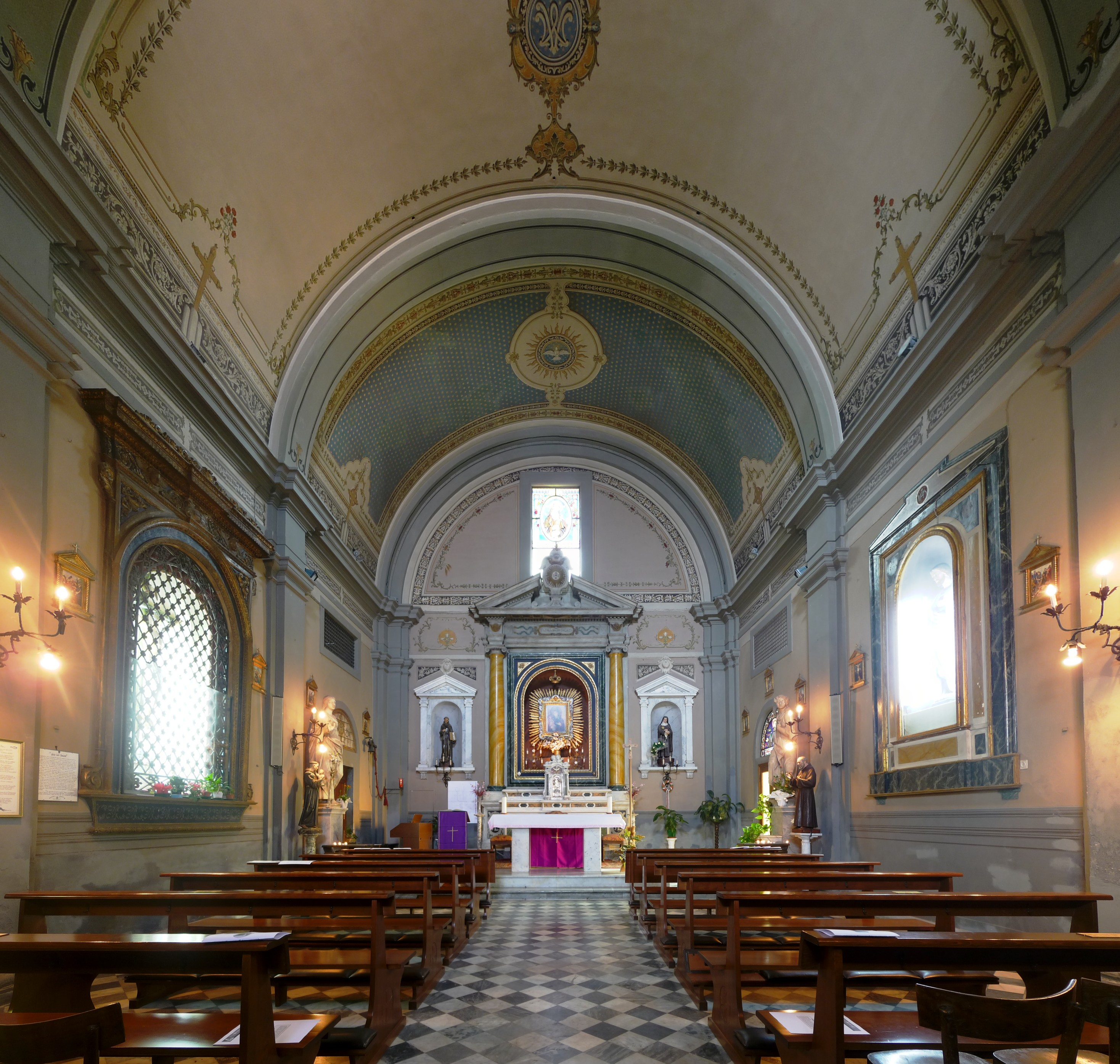
Interno

Intitolata in origine al Santo Spirito, fu riedificata verso il 1277 col titolo dell'annesso ospedale di Santa Chiara: nel suo cortile si vedono i resti in laterizio dell'edificio duecentesco. Subì vari rifacimenti nel XVII secolo, epoca a cui risale l'affresco sulla lunetta del portale con Madonna col Bambino e i Santi Chiara e Francesco; fu nuovamente ristrutturata nel 1886.
Conserva un reliquiario con una spina ritenuta della corona di Cristo proveniente dalla chiesa di Santa Maria della Spina, un Crocifisso ligneo (XIV-XV secolo) e un'Annunciazione in marmo di Stoldo Lorenzi (1567).
Oggi funge da cappella dell'Ospedale.